# Поллоне
Поллоне (итал. Pollone) — коммуна в Италии, располагается в регионе Пьемонт, в провинции Бьелла.
Население составляет 2219 человек (2008 г.), плотность населения составляет 139 чел./км². Занимает площадь 16 км². Почтовый индекс — 13814. Телефонный код — 015.
Покровителем коммуны почитается святой Евсевий из Верчелли, празднование 2 августа.

## Демография
Динамика населения:

## Администрация коммуны
- Официальный сайт: http://www.comune.pollone.bi.it/ Архивная копия от 26 декабря 2021 на Wayback Machine